# Cyclone Mahina
Le cyclone Mahina a frappé la région de Bathurst Bay (en), Australie, le 10 mars 1899, tuant plus de 400 personnes. C’est le pire désastre naturel à être survenu en Australie. L'onde de tempête de 14,6 mètres qui a déferlé avec ce cyclone est réputée comme étant la plus importante de l'histoire écrite mondiale.

## Impacts
En une heure de la frappe de Mahina sur la côte du Queensland, la flotte de pêche aux perles à l’ancre dans le port de Bathurst Bay a été soufflé au large dans la Grande barrière de corail où elle s’est fracassée : 4 goélettes et le bateau-phare habité de Channel Rock furent perdus, 2 autres goélettes furent détruites mais plus tard renflouées, 4 lougres furent coulées et 12 autres furent détruites mais remises à flot. Plus de 30 survivants furent sauvés par la population mais la tempête a fait selon les archives du Queensland au moins 307 morts parmi les équipages
Le raz-de-marée de 13 à 14,6 mètres causé par l’onde de tempête du cyclone a envahi les terres avant l’arrivée de l’œil du cyclone. Plus de cent aborigènes australiens sont morts, incluant ceux qui ont été emportés vers la mer par l’eau retraitant après le passage du cyclone alors qu’ils essayaient de sauver les survivants des bateaux de pêche. Des milliers de poissons, de requins et de dauphins se sont retrouvés à plusieurs kilomètres à l’intérieur des terres et jusqu'à 15 mètres au-dessus du niveau de la mer. Des roches ont été encastrées dans des arbres.
Un monument aux pêcheurs morts a été érigé au Cap-Melville. Un service commémoratif est tenu annuellement par l’Église anglicane à l’île Thursday.

## Statistiques
Le cyclone tropical Mahina se classe peut-être parmi les cyclones les plus intenses jamais observés dans l'hémisphère sud et presque certainement comme le cyclone le plus intense jamais observé au large des États de l'Est de l'Australie. Clement Lindley Wragge, météorologiste du gouvernement du Queensland, fut le premier à nommer ces tempêtes et c'est lui qui a donné son nom à cette tempête, Mahina.
De telles tempêtes se produisent extrêmement rarement. Les scientifiques ont identifié deux autres super-cyclones de catégorie 4 ou 5 dans la première moitié du XIXe siècle par leurs effets sur la Grande barrière de corail et le golfe de Carpentarie. Cette même recherche montre qu'en moyenne, de tels super-cyclones ne se produisent dans la région qu'une fois tous les deux ou trois siècles.
Les rapports météorologiques lors de l'événement varient considérablement à propos de la plus basse pression enregistrée mais une donnée contemporaine de 610 kPa d'un navire dans l'œil de la tempête est cependant unanimement rejetée par les météorologues. La goélette Olive enregistra 985 hPa lors de son passage dans l’œil du cyclone,,. Une autre goélette, le Crest of the Wave, rapporta 910 hPa. Un auteur acceptant ces données et l'évolution de la direction des vents plaça la trajectoire de Mahina entre les deux et estima une pression centrale de 914 hPa en utilisant une méthode standard.
En 2014, une réanalyse météorologique trouva une pression minimale de 880 hPa grâce à une simulation informatique du système et de l'onde de tempête tirées des données contemporaines à la tempête et à l'étude des dépôts laissés par l'onde à l'intérieur des terres.

## Controverse
Une étude en 2014 a remis en question le record de la plus haute onde de tempête mondiale associée avec ce cyclone. En regardant les dépôts marins dans la région concernée et en utilisant un modèle de simulation mathématique pour calculer l'onde de tempête avec les données météorologiques et océanographiques disponibles, elle conclut que l'onde était plus près de 5 mètres mais que les vagues sur celle-ci avait pu atteindre la hauteur mentionnée en certains endroits.